# Otto Baier (Künstler)
Otto Baier (geb. 1943) ist ein Schmied und zeitgenössischer Künstler. Seine Werkstatt im Münchner Stadtteil Obermenzing ist eine der ältesten Schmieden Deutschlands.

## Leben

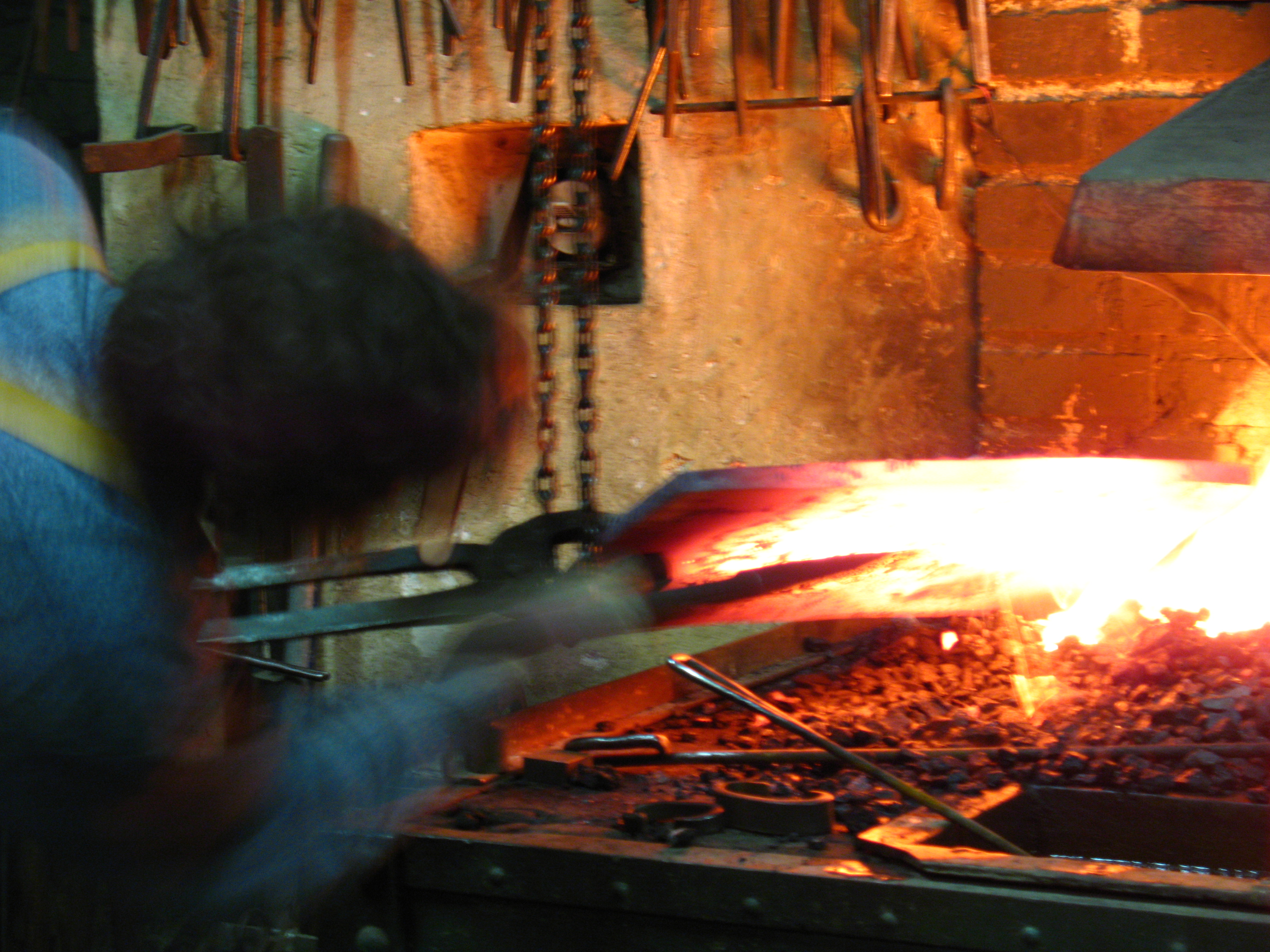
Otto Baier in seiner Werkstatt

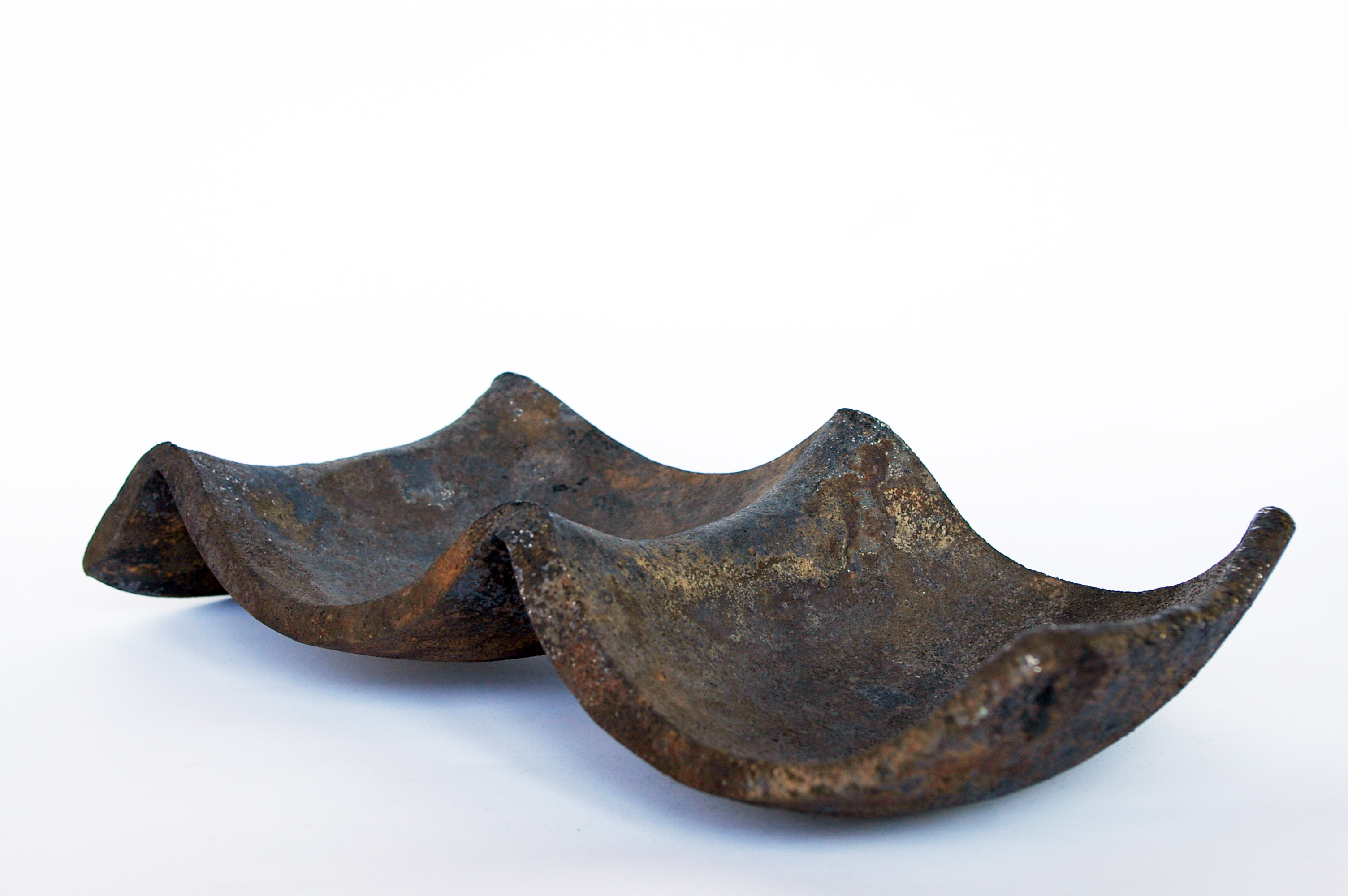
Otto Baier: Schalenobjekt (Stahl, gesenkt, geschmiedet)

Otto Baier wurde 1943 in München geboren. Nach seiner Ausbildung zum Kunstschmied studierte er von 1965 bis 1968 an der Fachhochschule Aachen. 1968 beendete er sein Studium mit Staatsexamen als Diplomdesigner und legte seine Meisterprüfung ab. 1972 übernahm Otto Baier die väterliche Schmiede in Obermenzing, die nachweislich seit 1486 existiert und damit einer der ältesten Deutschlands ist.
In den vergangenen fünf Jahrzehnten hat der Künstler zahlreiche Werke und Objekte hergestellt, zum Beispiel in Schloss Blutenburg in München, auf dem Campus der TU in Garching und in der Kirche Sankt Wolfgang in München-Pipping. Besonderes Interesse besteht auch im Schmieden von Gebrauchsgegenständen wie Tabletts oder Kerzenleuchter sowie Schalen und Insekten.
Außerdem fertigte er Auftragsarbeiten nach fremden Entwürfen. So stellte Otto Baier zahlreiche historische Straßenlaternen her, die sich heute in Deutschland, Österreich und der Schweiz befinden. 1973 fertigte er nach dem Entwurf des Architekten Wolfgang Gsaenger das bronzene Eingangsportal (die sog. „Neue Pforte“) des Bayerischen Kultusministeriums in der Salvatorstraße in München. Mitte der 1970er Jahre schmiedete Otto Baier nach Entwürfen von Günther Graßmann das Ziffernblatt mit altbayerischen Monatssymbolen für die Turmuhr des Alten Rathauses in München.
Werke Otto Baiers befinden sich im Museum für Kunst und Gewerbe in Hamburg, in der Neuen Sammlung in München, im Theodor-Zink-Museum in Kaiserslautern, im Museum für angewandte Kunst (MAK) in Wien, im GRASSI Museum für Angewandte Kunst in Leipzig und im Kolumba Museum in Köln.

## Stil

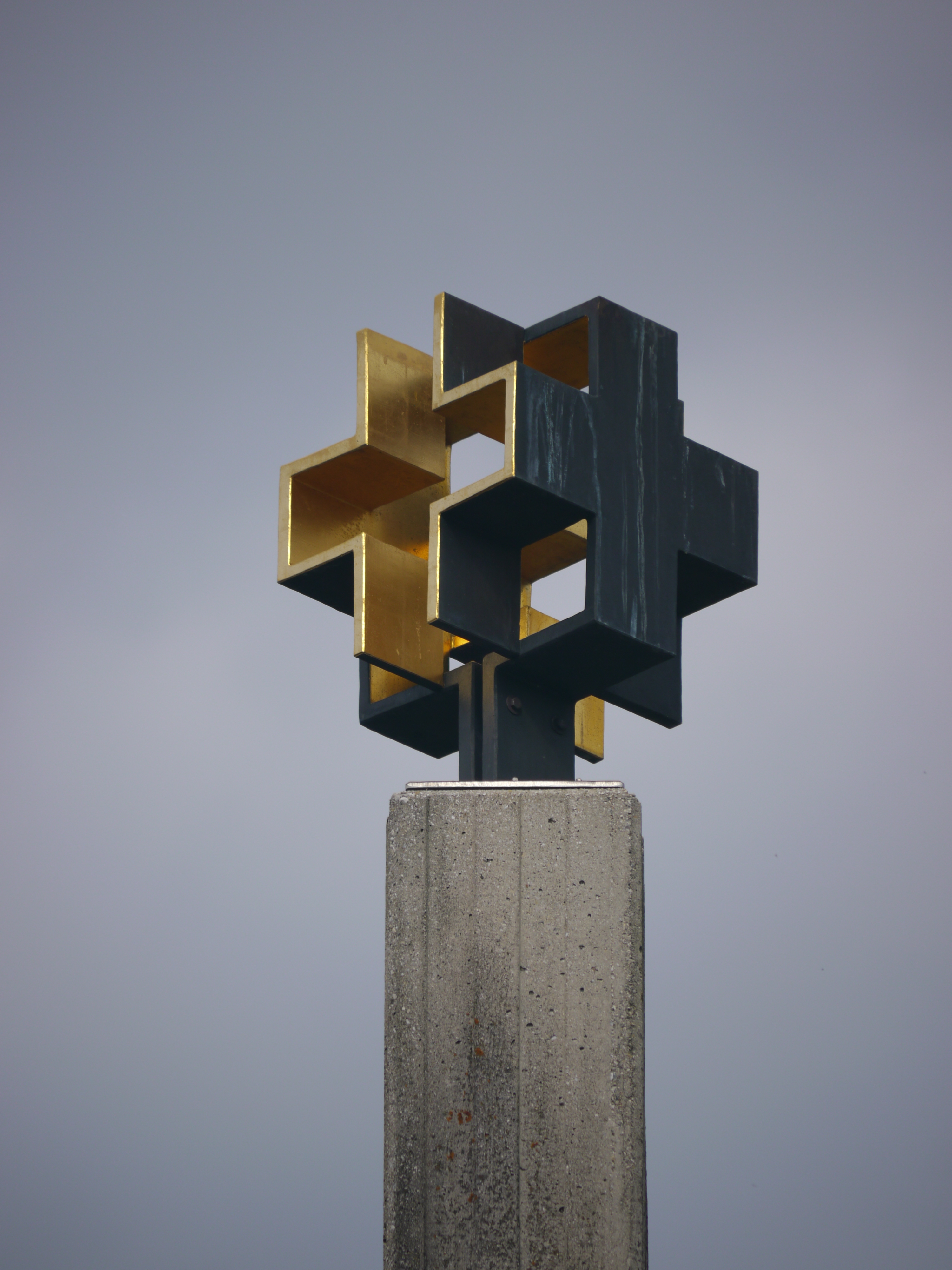
Turmkreuz der Carolinenkirche in München von Otto Baier (1993, Kreuz aus Tombak, innen vergoldet)

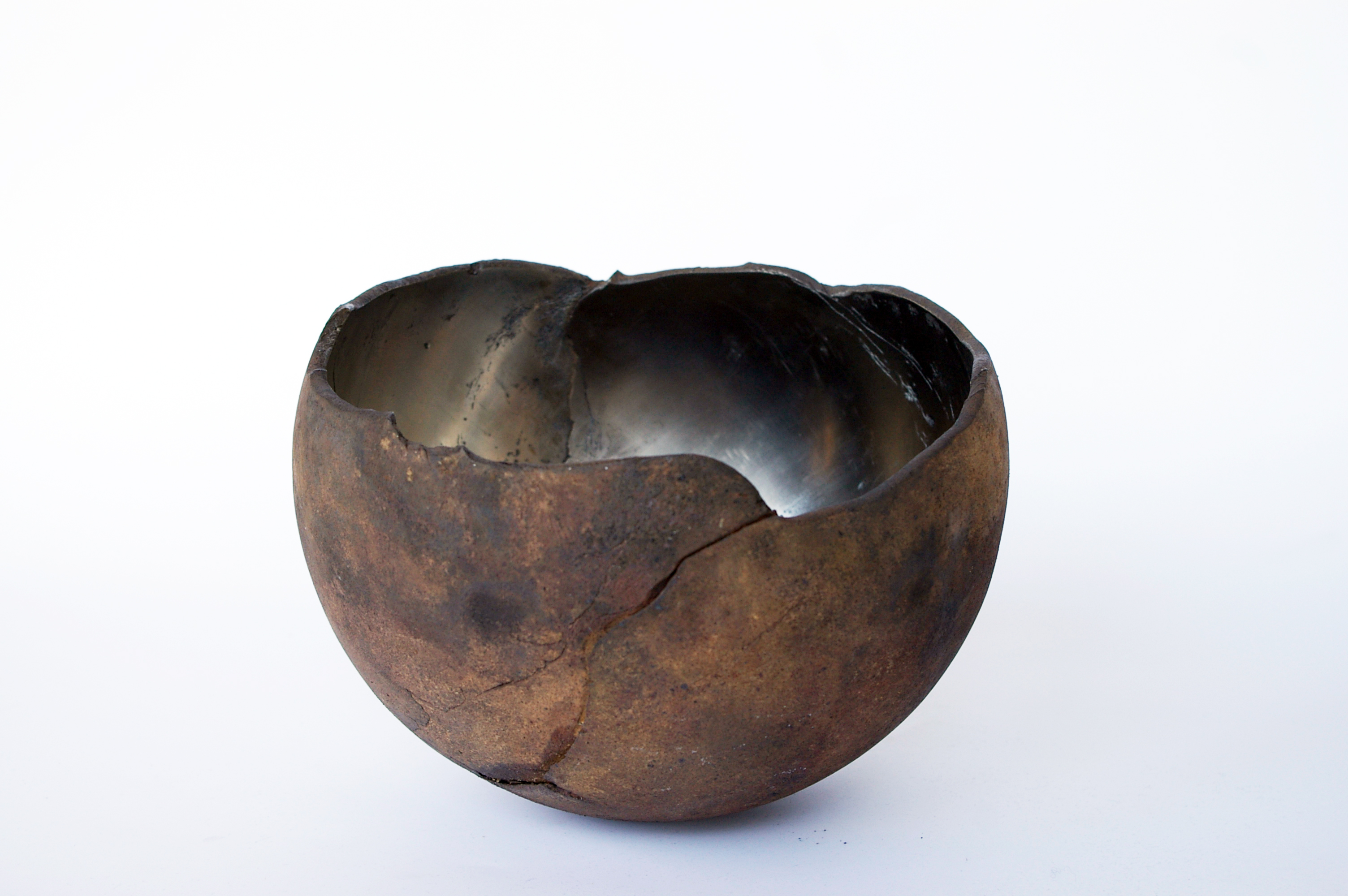
Otto Baier: Schale (geschmiedet, innen geschliffen)

Das Werk Otto Baiers umfasst architektur- und ortsbezogene Arbeiten wie Gitter, Tore, Beleuchtungskörper, Grabzeichen oder Brunnen und Plastiken sowie größere, freistehende Skulpturen. Zu seinen Werken zählen außerdem Objekte wie Schalen, Schalenobjekte und Tierskulpturen, Gebrauchsgegenstände wie Tabletts oder Kerzenleuchter. Ein Schwerpunkt seiner Arbeit liegt auf der Herstellung von Objekten für den sakralen Bereich. 
„Seine Arbeiten stehen einzigartig in der zeitgenössischen Schmiedeszene Deutschlands, und auch international zählt er zu den bedeutendsten Protagonisten seines Metiers.“ (Florian Hufnagl (1948–2019), Kunst- und Designhistoriker über Otto Baier)
Kennzeichen der Werke Otto Baiers ist ihre klassische Modernität. Der Künstler, der sich der Technik des Schmiedens verbunden fühlt, gestaltet Objekte aus Stahl, Edelstahl, Kupfer, Bronze oder Titan in schlichten, klaren und abstrakten Formen. Bei Gebrauchsgegenständen muss deren Form, Otto Baiers Vorstellung nach, mit ihrer Funktion in Einklang sein. Wiederkehrende Motive und Formen in seinen Arbeiten sind Bögen, Wellen, kalligraphische Zeichen, Kugeln und Halbkugeln. Die Wiederholung, Rhythmisierung und Variation von Motiven ist ein zentrales Gestaltungselement seiner Werke. Formen und Motive aus der Natur wie Gesteinsformationen, Pflanzen, Insekten oder andere Tiere, dienen ihm als Inspirationsquelle.
Eine Konstante seiner Arbeit ist die Auseinandersetzung mit dem Material und seinen Grenzen. Otto Baiers Objekte wie seine filigranen Tierskulpturen oder seine Schalenobjekte aus Titan mit hauchdünnem Rand loten die Grenzen des technisch Machbaren aus. Der Künstler nutzt die Spuren des Herstellungsprozesses zur Gestaltung seiner Werke. Die Oberflächen seiner Objekte zeigen z. B. Oxidationen des Glüh- oder des Witterungsprozesses.

Bei seinen Raumobjekten beschäftigt sich Otto Baier intensiv mit der Frage, wie sich Kunstgegenstände in eine schon vorhandene, meist ältere Architektur einfügen. Er entwickelt in der Auseinandersetzung mit dem Vorhandenen seine eigene, moderne Formensprache, die in einen Dialog mit der Umgebung tritt. So hat er zum Beispiel 1986 moderne Hängeleuchter für die gotische Schlosskapelle der Blutenburg in München geschaffen oder 2019 einen zeitgenössischen Altar, Sedilien und einen Tischambo für den historischen Innenraum der Kirche St. Sylvester in München-Schwabing.
„Wichtig ist das Aufgreifen (...) von Elementen der Gotik und deren Umsetzung (...) in unsere Zeit. (...) Ich möchte einen Leuchter unserer Zeit machen, der zur gotischen Architektur Bezug nimmt.“ (Otto Baier 2019 in einem Interview mit dem Bayerischen Rundfunk über seine Hängeleuchter in der gotischen Kirche St. Wolfgang in München-Pipping)

## Werke

### Öffentlicher Raum (Auswahl)
- 1969: Brunnen vor der Kirche St. Johannes Evangelist in München
- 1970: Brunnen im Stadtpark in Lindau
- 1975–2016: Gittertüren, Tabernakeltüre, Hängeleuchter in der Kirche St. Georg in München-ObermenzingSkulptur „Pythagoras“ von Otto Baier auf dem Campus der TU München in Garching (2012, Edelstahl)

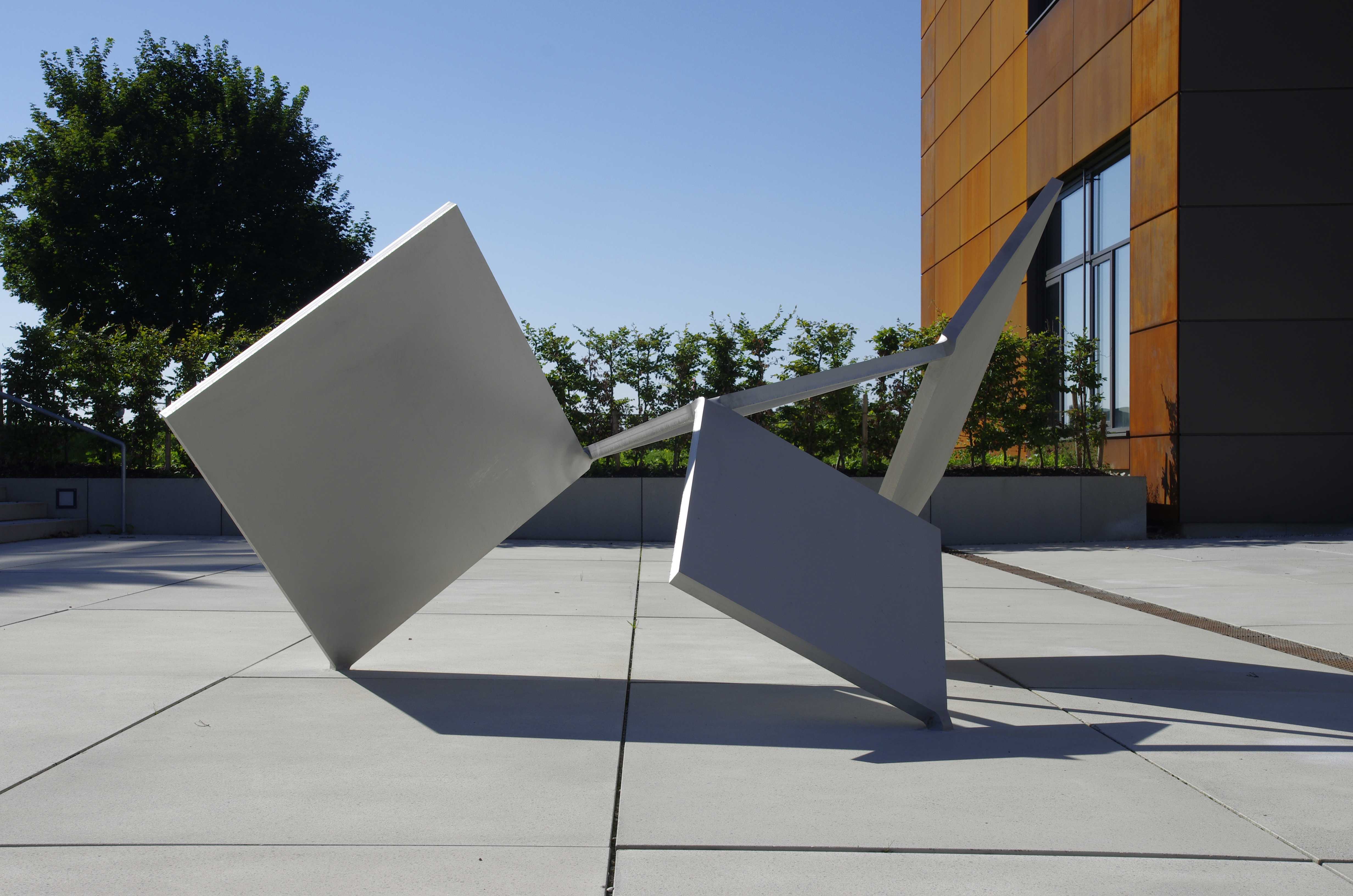
Skulptur „Pythagoras“ von Otto Baier auf dem Campus der TU München in Garching (2012, Edelstahl)

- 1983: Gittertore in Schloss Blutenburg in München
- 1986: Hängeleuchter und Ambo in der Schlosskapelle Blutenburg in München
- 1986/1995: Altarleuchter, Ambo, Sedilien in der Kirche Leiden Christi in München
- 1993: Turmkreuz der Carolinenkirche in München-Obermenzing
- 1994/2010: Hängeleuchter, Altar, Ambo, Sedilien, Turmkreuz und Wetterfahne der Kirche St. Wolfgang in München-Pipping
- 1996/1998: Tabernakel, Altarkreuz und Opferstock im Andachtsraum des Deutschen Herzzentrums in München
- 2003: Altar, Ambo, Taufbecken, Sedilien in der Werktagskapelle der Pfarrkirche Namen Jesu in München
- 2006: Vortragekreuz der Kirche St. Ulrich in München
- 2012: Edelstahlskulptur „Pythagoras“ vor dem Bildungszentrum des Fachverbands Metall Bayern auf dem Campus der TU München in Garching
- 2020: Altar, Tischambo, Altarleuchter, Sedilien in St. Sylvester in München-Schwabing

### Öffentliche Sammlungen
- Museum für Kunst und Gewerbe, HamburgOtto Baier: Skorpion (Stahl, geschmiedet)

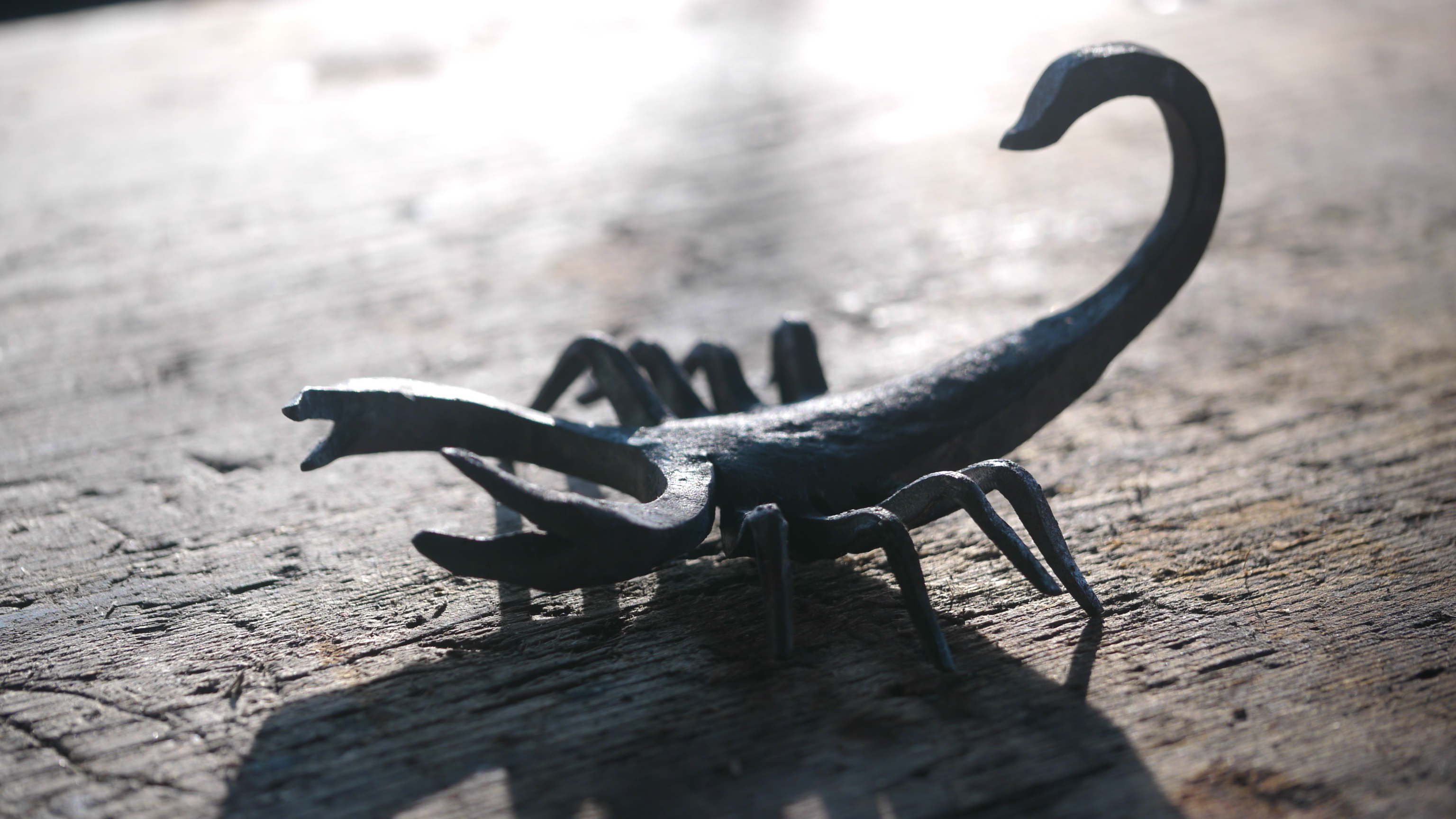
Otto Baier: Skorpion (Stahl, geschmiedet)

- Die Neue Sammlung – The Design Museum, München
- Theodor-Zink-Museum, Kaiserslautern
- MAK – Österreichisches Museum für angewandte Kunst und Gegenwartskunst, Wien
- GRASSI Museum für angewandte Kunst, Leipzig
- KOLUMBA Kunstmuseum des Erzbistums Köln

### Ausstellungen seit 2010 (Auswahl)
- 2011: Ausstellung der Danner-Stiftung im Museum der Villa Stuck in München
- 2012: Ausstellung „Utsu Mageru“ in der Galerie Elmar Weinmayr in Tokio, Japan
- 2012: Ausstellung „Dinge schlicht und einfach“ im MAK in Wien
- 2013: Ausstellung „Handwerk und Kirche“ der Galerie Handwerk in der ehemaligen Karmeliterkirche in München
- 2014: „Geschmiedete Objekte Otto Baier und Schmuck Ike Jünger“ in der Galerie Rosemarie Jäger in Hochheim bei Frankfurt a. M.
- 2017: Ausstellung „Geschmiedet“ in der Galerie Handwerk in München
- 2018: „50 Jahre Galerie Handwerk“ in München
- 2019/20: Ausstellung „Aufbrüche“ im Kolumba Museum in Köln
- 2020/21: Ausstellung der Danner-Stiftung in der Pinakothek der Moderne, München
- 2023: Ausstellung „Otto Baier - Metall“ in der Galerie Handwerk in München

## Auszeichnungen
- 1982: Bayerischer Staatspreis
- 1982: Förderpreis für Angewandte Kunst der Landeshauptstadt München
- 1999: Danner-Preis
- 2020: Ehrenpreis der Danner-Stiftung[4]
- 2023: Bayerischer Staatspreis für das Lebenswerk[5]